# Pavol Masaryk
Pavol Masaryk (ur. 11 lutego 1980 w Radimovie) – słowacki piłkarz występujący na pozycji napastnika. Król strzelców słowackiej Extraligi w sezonach 2008/2009 (z 15 golami) i 2011/2012 (z 18 golami).

## Kariera klubowa
Pavol Masaryk jest wychowankiem MFK Myjava. W 2003 roku przeniósł się do Spartaka Trnava. Po dwóch latach został zawodnikiem Slovana Bratysława, dla którego zdobył 56 bramek w 149 ligowych meczach. Dwukrotnie (w latach 2006–2007) był trzecim strzelcem ligi słowackiej, a w sezonie 2008/2009 - królem strzelców.
Latem 2010 roku Masaryk podpisał dwuletni kontrakt z cypryjskim AEL-em Limassol. W rundzie jesiennej wystąpił w 9 spotkaniach, w których zdobył tylko jednego gola. Na początku 2011 roku rozwiązał umowę z tym zespołem, a 24 lutego parafował kontrakt z Cracovią. Słowak rozegrał 6 meczów w Ekstraklasie, odchodząc z klubu po pół roku gry. Na sezon 2011/2012 trafił do MFK Ružomberok, a latem 2012 roku przeszedł do FK Senica.

## Reprezentacja
W październiku 2008 roku Masaryk został powołany do reprezentacji Słowacji. Był wpisany do składu na pojedynki z Polską i San Marino, jednak w żadnym z nich nie wystąpił.